# Philipp Jaffé

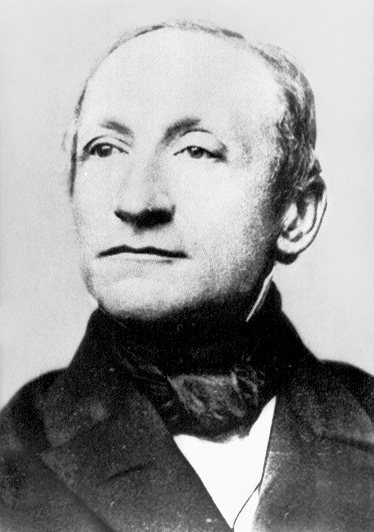
Philipp Jaffé

Philipp Jaffé (* 17. Februar 1819 in Schwersenz, Provinz Posen; † 3. April 1870 in Wittenberge) war ein deutscher Historiker und Philologe. Er zählt zu den herausragenden deutschen Mediävisten des 19. Jahrhunderts und war insbesondere in der Edition mittelalterlicher Quellen tätig.

## Leben
Philipp Jaffé wuchs in einer jüdischen Familie in Posen auf. Er besuchte das dortige Friedrich-Wilhelms-Gymnasium; nach seinem Biographen Daniel Schwartz ist allerdings kein Beleg über ein Abitur bekannt. Anschließend ging Jaffé 1838 nach Berlin. Nach zweijähriger Arbeit in einem Bankhaus und Getreidegeschäft in Berlin, die er nur auf Druck seines Vaters annahm, entschied er sich für ein Studium der Geschichte an der Friedrich-Wilhelms-Universität, das er zunächst nebenberuflich und ab 1840 als Vollzeitstudent betrieb und bei dem er die Seminare von Leopold von Ranke besuchte. 1844 schloss er das Studium ohne Promotion ab. Er veröffentlichte noch während des Studiums die Preisschrift Geschichte des Deutschen Reichs unter Lothar dem Sachsen, die er 1845 mit der Publikation von Geschichte des Deutschen Reichs unter Conrad dem Dritten fortsetzte. 1851 erschien sein umfassendes Werk Regesta Pontificum Romanorum ab condita Ecclesia ad annum p. Chr. n. 1198, das über 11.000 Regesten zu päpstliche Dokumenten (Briefe, Urkunden und Fragmente derselben) der Spätantike und des Mittelalters (bis 1198) enthält. Es entstand mit wohlwollender Unterstützung von Georg Heinrich Pertz, dem Leiter der Monumenta Germaniae Historica (MGH), und erfolgte nach dem Vorbild der Edition der deutschen Kaiser- und Königsurkunden durch Johann Friedrich Böhmer (Regesta Imperii, erschien ab 1839). Beeinflusst war er wahrscheinlich auch von der Papstgeschichte seines Lehrers Ranke. Diese Arbeit machte ihn unter Geschichtswissenschaftlern bekannt. Die zweite Auflage der Regesta pontificum ist bis heute ein wichtiges Hilfsmittel der historischen Forschung.
Jaffé fand jedoch keine Anstellung als Historiker und musste sich so auf andere Weise seinen Lebensunterhalt verdienen. Damals hatten jüdische Gelehrte in Preußen wenig Aufstiegsmöglichkeiten. Er begann 1850 erneut ein Studium, diesmal der Medizin, in Berlin und später an der Universität Wien. In Berlin wurde er im Fach Medizin 1853 mit einer Dissertation über die Geschichte der Medizin im 13. Jahrhundert promoviert und praktizierte dort für ein Jahr als Arzt, bis er eine Stelle als Mitherausgeber der Monumenta Germaniae Historica fand. Der Leiter der MGH, Georg Heinrich Pertz, schickte ihn als Nachfolger von Wilhelm Wattenbach (ab 1854) regelmäßig auf Reisen zum Studium von Handschriften, allerdings auf kürzere Aufenthalte, da er mit einem Vorgänger (Ludwig Konrad Bethmann) schlechte Erfahrungen gemacht hatte. 1863 trat Jaffé von diesem Posten zurück, nachdem er an zahlreichen Bänden der „Scriptores“ (erzählende Quellen) mitgearbeitet und durch seine Editionen das wissenschaftliche Niveau der MGH hochgehalten hatte. Der Grund war, dass er 1862 erfuhr, dass Pertz 1860 seine Bewerbung auf eine Archivstelle in Florenz hintertrieben hatte. Am 9. Mai 1862 wurde Jaffé als erster Jude in Preußen außerordentlicher Professor für Geschichte an der Universität Berlin, was durch eine Intervention von Theodor Mommsen ermöglicht wurde, mit dem Jaffé während seiner Arbeit bei den MGH in freundschaftlichen Kontakt gekommen war. An der Universität lehrte er lateinische Paläographie sowie römische und mittelalterliche Chronologie; eine Vorlesungsmitschrift, die der spätere Historiker und Diplomatiker Harry Bresslau anfertigte, ist überliefert. Im Jahr 1867 – nach dem Tod seines Vaters 1866 – konvertierte er zum christlichen Glauben und nahm den Vornamen Otto an.
Ab 1864 gab er eine eigene Reihe von Editionen heraus (Bibliotheca rerum Germanicarum), die in sechs Bänden bis 1873 erschien und der MGH unter dem alternden Pertz Konkurrenz machte. Zu den Neuerungen dieser Publikationen gehörte eine thematische Gliederung der Quellen und stärkere Verwendung von Briefen. Pertz versuchte daraufhin in einem Rachefeldzug Jaffé zu schaden, wo er nur konnte. Als weiteres Motiv von Pertz bei der Zuspitzung des Konflikts ist vermutet worden, dass dieser die Zeit gekommen sah, seinen Sohn Karl August Friedrich Pertz als Nachfolger bei der Herausgabe der MGH durchzusetzen (was aber 1870 scheiterte und zur Entmachtung von Pertz führte, nachdem die Ausgabe merowingischer Königsurkunden von Karl August Friedrich Pertz, dessen erste größere selbständige Edition, heftig kritisiert wurde). Die Ausgaben von Jaffé bei den MGH wurden gezielt durch veraltete Ausgaben ersetzt, und nachdem Jaffé die Ausgabe des Lebens Karls des Großen von Einhard in den MGH kritisierte, versuchte Pertz sogar, Jaffé von der Benutzung der königlichen Bibliothek in Berlin auszuschließen. Außerdem streute er das nicht zutreffende verleumderische Gerücht, Jaffé hätte in den 1830er Jahren als Polizeispitzel gegen politisch Verdächtige gearbeitet. Jaffé wehrte sich 1869, indem er offizielle Entlastungsschreiben vom Unterrichtsministerium einholte (Nothgedrungene Abwehr) und veröffentlichte. Hinzu kam, dass man 1870 seine Ausgabe der Monumenta Bambergensia (= Bibliotheca rerum Germanicorum, Band 5) kritisierte und keine Verbesserung zur entsprechenden MGH-Ausgabe fand. Er war zudem in eine wissenschaftliche Kontroverse mit Georg Waitz verwickelt, die zwei Monate vor dem Suizid von Jaffé eskalierte. Waitz kritisierte die Bände 4 und 5 der Bibliotheca rerum Germanicorum, veröffentlichte eine vernichtende Kritik in den Göttingischen Gelehrten Anzeigen und übte Kritik an den Thesen von Jaffé zum Papstwahldekret 1059. Hinzu kam, dass Jaffé schon 1869 unter einem Burn-out mit Symptomen wie Schwermut und Hypochondrie litt. Schließlich kam es zu einem unbekannten Ereignis auf dem Festakt der Universität Berlin am 22. März 1870, das wahrscheinlich bewirkte, dass er noch am selben Tag einen Zug nach Wittenberge bestieg und sich zwölf Tage später in einem Gasthaus erschoss. Er hatte aber schon länger ein Testament vorbereitet.

## Werke (Auswahl)
- Geschichte des Deutschen Reiches unter Lothar dem Sachsen. Berlin 1843.
- Geschichte des Deutschen Reiches unter Konrad III. Hannover 1845.
- Regesta pontificum romanorum ab condita ecclesia ad annum post Christum natum 1198. Berlin 1851 (Digitalisat).
- Bibliotheca Rerum Germanicarum. Hannover 1864–1871.
- Römische und Mittelalterliche Chronologie und Palaeographie nach Vorträgen von Prof. Ph. Jaffé. In: Harry Bresslau: Berliner Kolleghefte 1866–1869. Nachschriften zu Vorlesungen von Mommsen, Jaffé, Köpke, Ranke, Droysen (= elementa diplomatica, Bd. 12). Hrsg. von Peter Rück unter Mitarbeit von Erika Eisenlohr und Peter Worm, Marburg 2007, S. 83–116.
- Ecclesiae Metropolitanae Coloniensis Codices (in Zusammenarbeit mit Wilhelm Wattenbach). Berlin 1879.
- (Hrsg.): Annales Colmarienses minores et maiores, Annales Basileenses, Chronicon Colmariense. In: Monumenta Germaniae Historica (MGH). Scriptores, Tomus XVII, Hannover 1861, S. 183–270 (Online).
- (Hrsg.): Annales et notae Babenbergenses. In: Monumenta Germaniae Historica (MGH). Scriptores, Tomus XVII, Hannover 1861, S. 634–642 (online).
- mit Ernst Strehlke: Tabulae Ordinis Theutonici, Berlin 1869.